# Bertula dentilineata
Bertula dentilineata är en fjärilsart som beskrevs av George Francis Hampson. Bertula dentilineata ingår i släktet Bertula och familjen nattflyn. Inga underarter finns listade i Catalogue of Life.